# سد سيدي محمد بن عبد الله
سد سيدي محمد بن عبد الله من سدود المملكة المغربية، سمي نسبة إلى السلطان العلوي سيدي محمد بن عبد الله. يقع في منطقة أم عزة في محافظة الصخيرات تمارة ويبعد عن الرباط 24 كم. واستغرق بنائه ثلات سنوات 1971-1973 ويعتبر السد الذي يصب في نهر أبو رقراق وواد كرو الفاصل بين مدينتي الرباط وسلا أهم منبع مائي يزود نحو ثمانية ملايين نسمة بالمياه العذبة، ويضم بحيرة كبيرة يصل عمقها إلى نحو ثمانين متر وتعرف المنطقة بمناظرها الخلابة، وهي من أجمل المواقع الجغرافية في ضواحي العاصمة المغربية، إذ إن المنطقة المخضرة تمتد على مد البصر، إضافة إلى التلال والجبال والغابات والأحراش، والبحيرة التي تضفي على المنطقة مشهداً طبيعياً.
بني سد سيدي محمد بن بن عبد الله سنة 1974 لتعبئة مياه الأحواض المائية لوادي أبي رقراق ووادي اكرو ووادي كريفلة، وهو مخصص حصريا لإنتاج مياه الشرب والمياه الصناعية لمناطق الرباط، والدار البيضاء والقنيطرة. بلغت الطاقة الاستيعابية لحقينة السد 446 مليون متر مكعب لتزداد إلى ما يناهز مليار متر مكعب، بعد أشغال تعلية السد سنة 2008. ويبلغ مخزون المياه للسد حاليًا 630 مليون متر مكعب.